# Garammindszent
Garammindszent (1890-ig Vieszka, szlovákul: Vieska)  Ladomérmindszent településrésze, korábban önálló falu Szlovákiában, a Besztercebányai kerületben, a Garamszentkereszti járásban.

## Fekvése
Garamszentkereszttől 2 km-re délkeletre, a Garam bal partján fekszik.

## Története
A falu templomát és Pál nevű papját az 1332 és 1337 között felvett pápai tizedjegyzék már említi. Magát a községet 1380-ban "Mindszent" néven említik először. 1601-ben Vieszkán iskola és 23 ház volt. 1607-ben Vieszkát Bocskai hajdúi felgyújtották. Egyházi iskoláját 1626-ban említik, négy falu gyerekei jártak ide tanulni. 1720-ban Vieszkának 15 adózó portája állt. A 19. században az esztergomi káptalan volt a falu birtokosa. 1828-ban Vieszkán 35 házban 236 lakos élt. 1850-től Vieszkán háromosztályos népiskola indult, mely 1911-ig működött, amikor megalapították az állami iskolát.
Vályi András szerint "VIESZKA. Tót falu Bars Várm. földes Ura az Esztergomi Káptalanbéli Uraság, lakosai katolikusok, fekszik F. Apátihoz, és Beczkóhoz nem meszsze; földgye síkos, és meglehetős termékenységű, komlója is terem, kereskedésre módgya Oszlányon, fája van, legelője szoros."
Fényes Elek szerint "Vieszka, Bars m. tót f. Sz. Kereszt mellett, 236 kath. lak. Kath. paroch. temp. Komlót és jó rozsot termeszt. F. u. az esztergomi káptalan. Ut. p. Selmecz."
A trianoni békediktátumig Bars vármegye Garamszentkereszti járásához tartozott. 1960. január 1-jén Ladomér községgel egyesítették Ladomerská Vieska néven.

## Népessége
1910-ben 407, túlnyomórészt szlovák lakosa volt.
2001-ben Ladomérmindszent 798 lakosából 779 szlovák volt.

## Nevezetességei
- A Mindenszentek tiszteletére szentelt római katolikus temploma a 14. században épült, kora gótikus stílusban.
- Mai, Krisztus Király tiszteletére szentelt, római katolikus temploma a 20. század elején épült.

## Külső hivatkozások
- Ladomérmindszent hivatalos oldala
- Ladomérmindszent ismertetője (szlovákul)
- Ladomérmindszent űrfelvételen